# Dýrafjarðargöng
Die Dýrafjarðargöng sind ein Straßentunnel in den Westfjorden von Island.
Der Tunnel verbessert die Verkehrsverbindung zwischen dem Borgarfjörður im Arnarfjörður im Süden und dem Dýrafjörður im Norden.
Der frühere Verlauf des Vestfjarðavegurs  über die Hrafnseyrarheiði steigt bis auf eine Höhe von 552 m an.
Die Schneehöhe soll hier schon einmal 22 m erreicht haben.
Der Vestfjarðavegur wird von Süden dem Borgarfjörður kommend in den 5.601 m langen Tunnel geführt.
Davon wurden 5.301 m durch den Berg gegraben, durch Lawinenschutztunnel an beiden Portalen ergibt sich die zusätzliche Länge.
Der südliche Tunneleingang liegt auf 35 m über Meeresspiegel.
Die Fahrbahn steigt mit 1,5 % bis auf 90 m an, um mit dem gleichen Gefälle auf 67 m Höhe im Norden weiter östlich im Dýrafjörður zu enden.
Hier gab es keine reguläre Straße mehr, seitdem der Weg um den inneren Fjord mit einem Damm und einer Brücke abgekürzt wurde.
Zusätzlich zum Tunnel wurden 8,1 km Straße neu gebaut.
Durch diesen Neubau wird der Vestfjarðavegur um 27,4 km verkürzt.
In der Tunnelplanung Islands aus dem Jahr 2000 gab es noch eine westliche Alternative:
Der Tunnel wäre zwar nur 2.000 m lang gewesen, aber die Portale lägen schneegefährdet auf 290 m und 360 m über dem Meeresspiegel.
Am 14. September 2017 wurde feierlich die erste Sprengung ausgelöst.
Im Juni 2018 waren 2.646,7 m (49,9 %) des Tunnels gegraben.
Am 15. Oktober 2018 wurde die erste Sprengung auf der Dýrafjörðurseite ausgelöst.
Der Durchstoß erfolgte am 17. April 2019.
Am Sonntag, den 25. Oktober 2020 wurden die Dýrafjarðargöng vom Verkehrsminister Sigurður Ingi Jóhannsson – coronabedingt per Streaming aus Reykjavík – förmlich eröffnet.
Der Teil vom Vestfjarðavegur, der durch den Tunnel abgelöst wird, wurde zum großen Teil zum Hrafnseyrarvegur 626 mit einer neuen Straßennummer.
Der Verlauf am Ufer des Dýrafjörðurs heißt jetzt Þingeyrarvegur .
Diese Nummer hat auch der Svalvogavegur, der bis in das inzwischen verlassene Lokinhamradalur führt.